# Petar Vuksan
Petar (Pekiša) Vuksan (Počitelj kod Gospića, 19. siječnja 1905. – Medak, 20. studenoga 1941.), bio je narodni heroj Jugoslavije.

## Životopis
Kovački zanat završio je u Bosanskoj Krupi i izvjesno vrijeme radio kao kovač u Divoselu, zatim u Belišću, Našicama i Požegi. Već u devetnaestoj godini postao je član KPJ (u proljeće 1923.). Vojsku je (1927. – 1928.) odslužio u Zrakoplovno-tehničkom zavodu u Petrovaradinu. U potrazi za poslom ilegalno je prešao granicu 1929. i devet godina radio po raznim zemljama diljem Europe i Azije. Radio je svakakve poslove u Francuskoj, Belgiji, Italiji, Siriji, Iraku, Palestini, Perziji, SSSR-u i Poljskoj. Kad je buknuo građanski rat u Španjolskoj, našao se s mnogim španjolskim borcima iz Jugoslavije u francuskom koncentracijskom logoru odakle je pobjegao i opet se našao u Lici, u svom rodnom selu, sredinom ljeta 1941. Odmah se priključio partizanima. Kao prekaljenog komunistu i iskusnog internacionaca izabrali su ga za člana KK KPH za kotar Gospić. Prilikom formiranja partizanskog odreda Velebit, postavljen je za zapovjednika 3. bataljuna u kojem su bili partizani iz podvelebitskih sela Počitelja i Metka. Međutim, kako je to bilo područje, naročito Medak, pod jakim utjecajem četnika i Talijana koji su se predstavljali kao zaštitnici Srba u Lici, u njegovoj postrojbi je došlo do nesuglasica. Izvršen je puč i Vuksan je ubijen 20. studnoga 1941. u Breziku kod Metka, svega nekoliko mjeseci nakon povratka iz Španjolskog građanskog rata. Za narodnog heroja proglašen je 27. studenog 1953. Nekadašnja gospićka Škola za učeniku u privredi nosila je njegovo ime.